# Brooklyn, Wisconsin
Brooklyn är en kommun i Green County i delstaten Wisconsin, USA.